# تاكيشي ياغي
تاكيشي ياغي (باليابانية: 八木毅؛ بالكانا: やぎ たけし) هو مخرج ياباني، ولد في 1967 في طوكيو في اليابان.

## وصلات خارجية
- تاكيشي ياغي على موقع IMDb (الإنجليزية)
- تاكيشي ياغي على موقع قاعدة بيانات الفيلم (الإنجليزية)
- تاكيشي ياغي على موقع كينوبويسك (الروسية)